# سوزدال
سوزدال (بالروسية: Суздаль) هي إحدى مدن روسيا في الكيان الفدرالي الروسي فلاديمير أوبلاست.

## توأمة
لسوزدال اتفاقيات توأمة مع كل من:
- يابرة
- روتنبورغ أب دير تاوبر
- لوني [5]

## أعلام
- ألكسي جاستيف
- يوري فسيفولودوفيتش الثاني